# Issam Jemâa
Pour les articles homonymes, voir Jemaa.
Issam Jemâa (arabe : عصام جمعة), orthographié Issam Jomâa, né le 28 janvier 1984 à Gabès, est un footballeur international tunisien évoluant au poste d'attaquant du milieu des années 1990 à la fin des années 2010.
Formé au Club olympique de Médenine, il évolue ensuite à l'Espérance sportive de Tunis avec qui il remporte le championnat de Tunisie en 2004. Il rejoint ensuite la France, où il joue principalement au RC Lens. Il remporte avec ce club le championnat de France de Ligue 2 en 2009 et remporte la coupe Intertoto en 2005. En 2014, il s'engage avec le Koweït SC et gagne le titre de champion du Koweït en 2013 et la coupe du Koweït en 2014. Au niveau continental, il remporte également avec ce club la coupe de l'AFC à deux reprises, en 2012 et 2013. Il termine sa carrière professionnelle au Dubaï Club en 2017.
En 2021, après une trêve de plusieurs années, il signe son retour en amateur, au FC Saint-Estève, un club basé dans le sud de la France.
Il compte 84 sélections pour 36 buts inscrits en équipe nationale et dispute la coupe d'Afrique des nations à cinq reprises.

## Carrière

### En club
À l'Espérance sportive de Tunis, il est populaire auprès du public et se construit une solide réputation : il est ainsi sacré champion dès sa première saison en 2004. 
Roger Lemerre le convoque en équipe nationale en juin 2005 et le conseille auprès de Jean-Luc Lamarche, recruteur du Racing Club de Lens. À son arrivée, il joue quelques rencontres au poste d'ailier gauche, et s'illustre lors des matchs européens, comme face à la Sampdoria où il inscrit le but victorieux lors des arrêts de jeu et offre ainsi la qualification pour les seizièmes de finale de la C3. Au début de la saison 2006-2007, Jemâa met en valeur ses capacités en s'associant avec Aruna Dindane.
Il est prêté pour la saison 2007-2008 au Stade Malherbe de Caen, promu en Ligue 1. Recruté pour être titulaire, il connaît une première partie de saison difficile malgré des performances prometteuses lors des matchs de préparation. Il se blesse au genou en sélection contre le Soudan, le 8 septembre 2007, et met plusieurs semaines à se soigner. Le changement de système de jeu (du 4-4-2 au 4-5-1) et le replacement en pointe de Yoan Gouffran ne jouent pas en sa faveur, et Jemâa joue peu. Fin décembre 2007, après la victoire à Rennes, où il n'est pas entré en jeu, il déclare notamment dans Ouest-France : « Je ne suis pas content [...] dans ma tête, je me sens parti, j'ai l'impression de ne servir à rien ». À son retour de la CAN 2008, il déclare : « Je reviens avec un autre état d'esprit, pour travailler, rattraper le temps perdu, et donner le maximum pour le club ». Cependant, il passe au second plan dans les choix de l'entraîneur, ne parvenant pas à concrétiser les occasions qui s'offrent à lui.
De retour de prêt à Lens, il débarque en Ligue 2, une occasion d'augmenter son temps de jeu. Avec la blessure d'Aruna Dindane, Jemâa joue plus souvent, sur l'aile gauche de l'attaque. Le 13 avril 2009, alors qu'il est titularisé à la pointe de l'attaque lensoise, poste qu'il occupe en sélection, Jemâa réalise un triplé, qui permet à Lens de l'emporter face à Strasbourg, et marque même contre son camp. À l'issue de la saison, Jemâa remporte le premier titre de sa carrière en France, et termine avec sept buts pour 29 matchs disputés, soit son plus gros total depuis son arrivée à Lens.
Le 10 février 2010, lors des huitièmes de finale de la coupe de France, il réalise un doublé et permet à Lens de se qualifier contre l'Olympique de Marseille (3-1). Lors de la saison 2010-2011, au cours du match qui oppose son équipe au Toulouse Football Club, il se blesse gravement à la jambe et devient indisponible pour trois mois. Le 30 juin 2011, il signe un contrat de quatre ans pour l'AJ Auxerre. Il marque son premier but avec Auxerre le 20 juillet en match amical contre FC Kaiserslautern. Le 17 septembre, lors de la sixième journée du championnat de France de Ligue 1, il marque son premier but avec Auxerre contre le SM Caen (1-1). Le 21 décembre, lors de la 19e journée du championnat, il marque son second but de la saison contre le Dijon FCO (2-2).
Le 31 janvier 2012, Jemâa est prêté au Stade brestois 29 jusqu'à la fin de la saison. Peu habile devant le but, il y réalise un semestre décevant qui lui vaut l'obtention du Ballon de plomb 2012. Il marque toutefois le but permettant au club de se maintenir en Ligue 1 lors de l'ultime journée du championnat. Le 16 juillet, il signe pour deux ans avec le Koweït SC. Le 21 septembre, pour sa deuxième apparition avec le Koweït SC, il inscrit un triplé et participe grandement à la victoire de son équipe (4-1). En juin 2014, il arrive au terme de son contrat avec le Koweït SC, le club ayant exprimé sa volonté de ne pas renouveler celui-ci. Le 15 juillet, il signe un contrat d'une année renouvelable avec l'Al-Sailiya SC.

### En sélection nationale
Issam Jemâa connaît sa première sélection avec l'équipe de Tunisie le 6 avril 2005, lors d'un match disputé contre le Botswana (victoire par trois buts à un). Il est par la suite quart de finaliste des coupe d'Afrique des nations 2006, où il dispute deux matchs, et 2008 (quatre matchs et un but). Il est également convoqué par Roger Lemerre à la coupe du monde 2006 mais se voit remplacé par Chaouki Ben Saada en raison d'une blessure au genou. Il participe par ailleurs à la coupe d'Afrique des nations 2010 où la Tunisie est éliminé au premier tour.
Le 10 octobre 2010, il marque un but contre le Togo (victoire 2-1) à Lomé, comptant pour les qualifications de la Coupe d'Afrique des nations 2012, et devient ainsi le meilleur buteur de l'histoire de la sélection, avec 22 buts en 50 sélections. Lors du match contre le Malawi, il réalise un doublé mais sa sélection concède finalement le match nul (2-2).
Avec six buts inscrits, il est le meilleur buteur des qualifications pour la CAN 2012.

### Statistiques
| Saison                | Club                  | Championnat           | Championnat | Championnat | Coupe(s) nationale(s) | Coupe(s) nationale(s) | Compétition(s) continentale(s) | Compétition(s) continentale(s) | Compétition(s) continentale(s) | Tunisie | Tunisie | Total | Total |
| Saison                | Club                  | Division              | M.          | B.          | M.                    | B.                    | Comp.                          | M.                             | B.                             | M.      | B.      | M.    | B.    |
| 2005-2006             | RC Lens               | Ligue 1               | 6           | 0           | 1                     | 0                     | C4+C3                          | 4+5                            | 2+2                            | 10      | 2       | 26    | 6     |
| 2006-2007             | RC Lens               | Ligue 1               | 27          | 3           | 4                     | 4                     | C3                             | 9                              | 4                              | 5       | 6       | 45    | 17    |
| 2008-2009             | RC Lens               | Ligue 2               | 26          | 5           | 3                     | 2                     | -                              | -                              | -                              | 5       | 2       | 34    | 9     |
| 2009-2010             | RC Lens               | Ligue 1               | 29          | 7           | 4                     | 2                     | -                              | -                              | -                              | 11      | 4       | 44    | 13    |
| 2010-2011             | RC Lens               | Ligue 1               | 26          | 5           | 2                     | 0                     | -                              | -                              | -                              | 6       | 7       | 34    | 12    |
| Sous-total            | Sous-total            | Sous-total            | 114         | 20          | 14                    | 8                     | -                              | 18                             | 8                              | 37      | 21      | 183   | 57    |
| 2007-2008             | SM Caen (prêt)        | Ligue 1               | 21          | 3           | 1                     | 0                     | -                              | -                              | -                              | 14      | 4       | 36    | 7     |
| 2011-2012             | AJ Auxerre            | Ligue 1               | 7           | 2           | 1                     | 0                     | -                              | -                              | -                              | 5       | 2       | 13    | 4     |
| 2011-2012             | Stade brestois (prêt) | Ligue 1               | 10          | 2           | -                     | -                     | -                              | -                              | -                              | 6       | 3       | 16    | 5     |
| 2012-2013             | Koweït SC             | Premier League        | 14          | 11          | 4                     | 3                     | AFC2                           | 11                             | 9                              | 11      | 4       | 40    | 27    |
| 2013-2014             | Koweït SC             | Premier League        | 24          | 16          | 10                    | 7                     | AFC+AFC2                       | 3+10                           | 3+13                           | 6       | 2       | 53    | 41    |
| Sous-total            | Sous-total            | Sous-total            | 38          | 27          | 14                    | 10                    | -                              | 24                             | 25                             | 17      | 6       | 93    | 68    |
| 2014-2015             | Al-Sailiya SC         | Qatar Stars League    | 25          | 11          | 1                     | 1                     | -                              | -                              | -                              | 1       | 0       | 27    | 12    |
| 2015-2016             | Al-Sailiya SC         | Qatar Stars League    | 1           | 0           | -                     | -                     | -                              | -                              | -                              | -       | -       | 1     | 0     |
| Sous-total            | Sous-total            | Sous-total            | 26          | 11          | 1                     | 1                     | -                              | -                              | -                              | 1       | 0       | 28    | 12    |
| 2015-2016             | Dubaï CSC             | Division One          | 11          | 12          | -                     | -                     | -                              | -                              | -                              | -       | -       | 11    | 12    |
| 2016-2017             | Dubaï CSC             | Division One          | 13          | 12          | -                     | -                     | -                              | -                              | -                              | -       | -       | 13    | 12    |
| Sous-total            | Sous-total            | Sous-total            | 24          | 24          | -                     | -                     | -                              | -                              | -                              | -       | -       | 24    | 24    |
| Total sur la carrière | Total sur la carrière | Total sur la carrière | 240         | 89          | 31                    | 19                    | -                              | 42                             | 33                             | 80      | 36      | 393   | 177   |

### Buts internationaux
| Liste des buts d'Issam Jemâa en équipe de Tunisie | Liste des buts d'Issam Jemâa en équipe de Tunisie | Liste des buts d'Issam Jemâa en équipe de Tunisie | Liste des buts d'Issam Jemâa en équipe de Tunisie      | Liste des buts d'Issam Jemâa en équipe de Tunisie | Liste des buts d'Issam Jemâa en équipe de Tunisie | Liste des buts d'Issam Jemâa en équipe de Tunisie | Liste des buts d'Issam Jemâa en équipe de Tunisie | Liste des buts d'Issam Jemâa en équipe de Tunisie |
| no                                                | Date                                              | Sélection                                         | Lieu                                                   | Adversaire                                        | Évolution du score                                | Résultat                                          | Compétition                                       |                                                   |
| ------------------------------------------------- | ------------------------------------------------- | ------------------------------------------------- | ------------------------------------------------------ | ------------------------------------------------- | ------------------------------------------------- | ------------------------------------------------- | ------------------------------------------------- | ------------------------------------------------- |
| 1                                                 | 03/09/2005                                        | 6                                                 | Moi International Sports Centre, Nairobi, Kenya        | Kenya                                             | 0 - 2                                             | 0 - 2                                             | Éliminatoires coupe du monde 2006 / CAN 2006      |                                                   |
| 2                                                 | 30/05/2006                                        | 13                                                | Stade du 7-Novembre, Radès, Tunisie                    | Biélorussie                                       | 3 - 0                                             | 3 - 0                                             | Amical                                            |                                                   |
| 3                                                 | 07/02/2007                                        | 16                                                | Stade Moulay Abdallah, Rabat, Maroc                    | Maroc                                             | 1 - 1                                             | 1 - 1                                             | Amical                                            |                                                   |
| 4                                                 | 24/03/2007                                        | 17                                                | Stade Linité, Victoria, Seychelles                     | Seychelles                                        | 0 - 1                                             | 0 - 3                                             | Éliminatoires CAN 2008                            |                                                   |
| 5                                                 | 24/03/2007                                        | 17                                                | Stade Linité, Victoria, Seychelles                     | Seychelles                                        | 0 - 2                                             | 0 - 3                                             | Éliminatoires CAN 2008                            |                                                   |
| 6                                                 | 24/03/2007                                        | 17                                                | Stade Linité, Victoria, Seychelles                     | Seychelles                                        | 0 - 3                                             | 0 - 3                                             | Éliminatoires CAN 2008                            |                                                   |
| 7                                                 | 02/06/2007                                        | 18                                                | Stade du 7-Novembre, Radès, Tunisie                    | Seychelles                                        | 1 - 0                                             | 4 - 0                                             | Éliminatoires CAN 2008                            |                                                   |
| 8                                                 | 16/06/2007                                        | 19                                                | Stade du 7-Novembre, Radès, Tunisie                    | Ile Maurice                                       | 1 - 0                                             | 2 - 0                                             | Éliminatoires CAN 2008                            |                                                   |
| 9                                                 | 17/11/2007                                        | 22                                                | Stade du 7-Novembre, Radès, Tunisie                    | Namibie                                           | 2 - 0                                             | 2 - 0                                             | Amical                                            |                                                   |
| 10                                                | 23/01/2008                                        | 25                                                | Tamale Stadium, Tamale, Ghana                          | Sénégal                                           | 1 - 0                                             | 2 - 2                                             | CAN 2008                                          |                                                   |
| 11                                                | 07/06/2008                                        | 31                                                | Victoria Unity Stadium, victoria, Seychelles           | Seychelles                                        | 0 - 1                                             | 0 - 2                                             | Éliminatoires coupe du monde 2010 / CAN 2010      |                                                   |
| 12                                                | 21/06/2008                                        | 33                                                | Stade du 7-Novembre, Radès, Tunisie                    | Burundi                                           | 2 - 0                                             | 2 - 1                                             | Éliminatoires coupe du monde 2010 / CAN 2010      |                                                   |
| 13                                                | 14/10/2008                                        | 35                                                | Stade de France, Saint-Denis, France                   | France                                            | 0 - 1                                             | 3 - 1                                             | Amical                                            |                                                   |
| 14                                                | 28/03/2009                                        | 38                                                | Nyayo National Stadium, Nairobi, Kenya                 | Kenya                                             | 1 - 2                                             | 1 - 2                                             | Éliminatoires coupe du monde 2010 / CAN 2010      |                                                   |
| 15                                                | 11/10/2009                                        | 41                                                | Stade du 7-Novembre, Radès, Tunisie                    | Kenya                                             | 1 - 0                                             | 1 - 0                                             | Éliminatoires coupe du monde 2010 / CAN 2010      |                                                   |
| 16                                                | 30/05/2010                                        | 48                                                | Stade du 7-Novembre, Radès, Tunisie                    | France                                            | 1 - 0                                             | 1 - 1                                             | Amical                                            |                                                   |
| 17                                                | 20/06/2010                                        | 49                                                | Stade de Khartoum, Khartoum, Soudan                    | Soudan                                            | 4 - 0                                             | 6 - 2                                             | Amical                                            |                                                   |
| 18                                                | 20/06/2010                                        | 49                                                | Stade de Khartoum, Khartoum, Soudan                    | Soudan                                            | 5 - 0                                             | 6 - 2                                             | Amical                                            |                                                   |
| 19                                                | 11/08/2010                                        | 51                                                | Stade omnisports Idriss-Mahamat-Ouya, N'Djaména, Tchad | Tchad                                             | 0 - 2                                             | 1 - 3                                             | Éliminatoires CAN 2012                            |                                                   |
| 20                                                | 04/09/2010                                        | 52                                                | Stade du 7-Novembre, Radès, Tunisie                    | Malawi                                            | 1 - 0                                             | 2 - 2                                             | Éliminatoires CAN 2012                            |                                                   |
| 21                                                | 04/09/2010                                        | 52                                                | Stade du 7-Novembre, Radès, Tunisie                    | Malawi                                            | 2 - 0                                             | 2 - 2                                             | Éliminatoires CAN 2012                            |                                                   |
| 22                                                | 10/10/2010                                        | 53                                                | Stade de Kégué, Lomé, Togo                             | Togo                                              | 1 - 0                                             | 2 - 1                                             | Éliminatoires CAN 2012                            |                                                   |
| 23                                                | 05/06/2011                                        | 55                                                | Stade olympique de Sousse, Sousse, Tunisie             | Tchad                                             | 1 - 0                                             | 5 - 0                                             | Éliminatoires CAN 2012                            |                                                   |
| 24                                                | 05/06/2011                                        | 55                                                | Stade olympique de Sousse, Sousse, Tunisie             | Tchad                                             | 2 - 0                                             | 5 - 0                                             | Éliminatoires CAN 2012                            |                                                   |
| 25                                                | 05/06/2011                                        | 55                                                | Stade olympique de Sousse, Sousse, Tunisie             | Tchad                                             | 3 - 0                                             | 5 - 0                                             | Éliminatoires CAN 2012                            |                                                   |
| 26                                                | 11/08/2011                                        | 56                                                | Stade Mustapha-Ben-Jannet, Monastir, Tunisie           | Mali                                              | 4 - 2                                             | 4 - 2                                             | Amical                                            |                                                   |
| 27                                                | 27/01/2012                                        | 60                                                | Stade d'Angondjé, Libreville, Gabon                    | Niger                                             | 2 - 1                                             | 2 - 1                                             | CAN 2012                                          |                                                   |
| 28                                                | 27/05/2012                                        | 64                                                | Stade Mustapha-Ben-Jannet, Monastir, Tunisie           | Rwanda                                            | 4 - 1                                             | 5 - 1                                             | Amical                                            |                                                   |
| 29                                                | 02/06/2012                                        | 65                                                | Stade Mustapha-Ben-Jannet, Monastir, Tunisie           | Guinée équatoriale                                | 1 - 1                                             | 3 - 1                                             | Éliminatoires coupe du monde 2014                 |                                                   |
| 30                                                | 09/06/2012                                        | 66                                                | Stade de Várzea, Praia, Cap-Vert                       | Cap-Vert                                          | 1 - 2                                             | 1 - 2                                             | Éliminatoires coupe du monde 2014                 |                                                   |
| 31                                                | 15/08/2012                                        | 67                                                | Stade József Bozsik, Budapest, Hongrie                 | Iran                                              | 2 - 2                                             | 2 - 2                                             | Amical                                            |                                                   |
| 32                                                | 30/12/2012                                        | 68                                                | Stade Cheikh-Zayed, Abou Dabi, Émirats arabes unis     | Irak                                              | 1 - 2                                             | 1 - 2                                             | Amical                                            |                                                   |
| 33                                                | 13/01/2013                                        | 71                                                | Stade Cheikh-Zayed, Abou Dabi, Émirats arabes unis     | Ghana                                             | 0 - 1                                             | 2 - 4                                             | Amical                                            |                                                   |
| 34                                                | 13/01/2013                                        | 71                                                | Stade Cheikh-Zayed, Abou Dabi, Émirats arabes unis     | Ghana                                             | 0 - 2                                             | 2 - 4                                             | Amical                                            |                                                   |
| 35                                                | 14/08/2013                                        | 75                                                | Stade olympique de Radès, Radès, Tunisie               | Congo                                             | 0 - 2                                             | 3 - 0                                             | Amical                                            |                                                   |
| 36                                                | 14/08/2013                                        | 75                                                | Stade olympique de Radès, Radès, Tunisie               | Congo                                             | 0 - 3                                             | 3 - 0                                             | Amical                                            |                                                   |

## Palmarès

### En club
| ES Tunis (1)                                                                                 | RC Lens (2)                                                          | Koweït SC (4) |
| -------------------------------------------------------------------------------------------- | -------------------------------------------------------------------- | --- |
| - Championnat de Tunisie : - Champion : 2004 - Coupe de Tunisie : - Finaliste : 2004 et 2005 | - Coupe Intertoto : - Vainqueur : 2005 - Ligue 2 : - Champion : 2009 | - Championnat du Koweït : - Champion : 2013 - Coupe du Koweït : - Vainqueur : 2014 - Coupe de l'AFC : - Vainqueur : 2012 et 2013 |

### Distinctions individuelles
- Élu meilleur joueur de Ligue 2 du mois en avril 2009 (RC Lens).
- Meilleur buteur de la Kuwaiti Premier League en 2013 (11 buts).
- Meilleur buteur de la coupe de l'AFC en 2013 (16 buts).